# Aday Mara
Aday Mara Gómez (Zaragoza, 7 de abril de 2005) es un jugador de baloncesto universitario español que juega para los Michigan Wolverines de la NCAA. Mide 2,21 metros y juega de pívot.

## Carrera deportiva

### Primeros años
Tras sus inicios en el Basket Lupus, se formó en las categorías inferiores del Casademont Zaragoza. 
En la temporada 2020-21, aún siendo cadete, disputó el Torneo Adidas Next Generation de Estambul, en el que promedió 8,5 puntos, 10,5 rebotes, 3,5 asistencias por encuentro. En la misma temporada, también jugaría en el Club Baloncesto El Olivar de Liga EBA, en el que promedió 6,5 puntos y 5,3 rebotes por encuentro en los casi 21 minutos que disputó por encuentro.
En la temporada 2021-22, es asignado al Club Baloncesto El Olivar, filial del Casademont Zaragoza en Liga EBA, alternando los entrenamientos del primer equipo a las órdenes de Jaume Ponsarnau y con el que realizó la pretemporada.
El 8 de octubre de 2021, con apenas 16 años hace su debut en la Liga LEB Oro en las filas del Levitec Huesca debido a la falta de jugadores disponibles interiores del cuadro oscense,  en un encuentro frente al TAU Castelló en el que el pívot zaragozano terminó con ocho puntos, cinco rebotes, tres tapones y tres pérdidas para un total de 13 de valoración.
El 17 de noviembre de 2021 hace su debut en la primera plantilla del Casademont Zaragoza en un partido frente al Reggio Emilia en la sexta jornada de la fase de grupos de la Copa Europea de la FIBA.
El 16 de octubre de 2022 hace su debut en Liga ACB contra Baskonia, consiguiendo 8 puntos y 4 rebotes.

### Universidad
El 2 de agosto de 2023 mediante una carta se despide del Casademont Zaragoza, confirmando que se marchaba a la Universidad de California en Los Ángeles para jugar con el equipo en la División I de la NCAA.
Tras dos temporadas en UCLA, a finales de marzo de 2025, decide entrar en el portal de transferencias universitario. Pocos días después, el 11 de abril, se hace oficial su incorporación a los Wolverines de la universidad de Míchigan.

#### Estadísticas
| Año     | Equipo | PJ | PT | MPP  | %TC  | %3P | %TL  | RPP | APP | ROB | TPP | PPP |
| ------- | ------ | -- | -- | ---- | ---- | --- | ---- | --- | --- | --- | --- | --- |
| 2023–24 | UCLA   | 28 | 8  | 9.6  | .442 | -   | .700 | 1.9 | .5  | .1  | .7  | 3.5 |
| 2024–25 | UCLA   | 33 | 1  | 13.1 | .590 | -   | .577 | 4.0 | 1.0 | .2  | 1.6 | 6.4 |
| Total   | Total  | 61 | 9  | 11.5 | .535 | –   | .614 | 3.1 | 0.8 | .1  | 1.2 | 5.0 |

### Selección nacional
Debuta como internacional Sub-17 en el Mundial de 2022 disputado en Málaga, donde la Selección Española se alzó con la plata tras disputar la final contra Estados Unidos. Aday finalizó el torneo con medias de 12,6 puntos, 5 rebotes y 1,9 tapones.
El 30 de julio de 2023 consiguió la plata en el Europeo Sub-18 celebrado en la ciudad de Niš (Serbia), perdiendo la final ante el equipo serbio.

## Estadísticas

### Liga LEB Oro
Temporada regular
| Temporada | Equipo         | PJ | MPP  | %T2  | %3P | %TL | RPP | ROP | APP | ROB | TPP | PPP | VAL |
| --------- | -------------- | -- | ---- | ---- | --- | --- | --- | --- | --- | --- | --- | --- | --- |
| 2021-2022 | Levitec Huesca | 6  | 10.1 | 57.1 | 0.0 | 0.0 | 3.8 | 1.2 | 0.3 | 0.0 | 0.7 | 2.7 | 4.5 |

### Liga ACB
Temporada regular
| Temporada | Equipo              | PJ | MPP  | %T2  | %3P   | %TL  | RPP | ROP | APP | ROB | TPP | PPP | VAL |
| --------- | ------------------- | -- | ---- | ---- | ----- | ---- | --- | --- | --- | --- | --- | --- | --- |
| 2022-2023 | Casademont Zaragoza | 22 | 11.7 | 56.6 | 100.0 | 58.6 | 3.2 | 1.0 | 0.5 | 0.2 | 0.9 | 5.3 | 6.6 |

## Vida personal
Hijo del exbaloncestista Francisco Javier Mara, que llegó a disputar cinco encuentros entre 1986 y 1988 con el antiguo CAI Zaragoza y de la jugadora de voleibol Geli Gómez, que desarrolló su carrera sobre todo en Tenerife y fue internacional con la selección española.